# Helicoma monilipes
Helicoma monilipes är en svampart som beskrevs av Ellis & L.N. Johnson{?} 1894. Helicoma monilipes ingår i släktet Helicoma och familjen Tubeufiaceae.   Inga underarter finns listade i Catalogue of Life.